# Entel (Bolivie)
Pour les articles homonymes, voir Entel.
Entel S.A. (Empresa Nacional de Telecomunicaciones Bolivia) est une entreprise de télécommunications bolivienne.